# Pilier des Nautes
Le pilier des Nautes est une colonne monumentale gallo-romaine érigée en l'honneur de Jupiter par les Nautes de Lutèce au Ier siècle, sous le règne de l'empereur Tibère. Découvert au XVIIIe siècle dans le sous-sol de la cathédrale Notre-Dame de Paris, il est exposé dans la salle du frigidarium des thermes de Cluny.

## Histoire et découverte
Le pilier fut érigé en l'honneur de Jupiter par les Nautes de Lutèce. Sa dédicace, qui mentionne Tibère, permet de le dater du Ier siècle, cet empereur romain ayant régné entre 17 et 37.
Au IIIe siècle, les quatre blocs de pierre qui formaient le pilier furent brisés en deux et utilisés pour renforcer les fondations des murs le long de la Seine. Au fil du temps, l'île de la Cité s'est légèrement agrandie de sorte que les quais du IIIe siècle se trouvent désormais à une douzaine de mètres des rives du fleuve moderne.
La cathédrale Saint-Étienne fut fondée par Childebert en 528 sur l'emplacement du temple gallo-romain ; la cathédrale Notre-Dame de Paris fut à son tour construite au-dessus en 1163.
Le pilier fut mis au jour lors de la construction d'une crypte sous la cathédrale Notre-Dame le 16 mars 1711, lors des fouilles entreprises pour la réalisation du vœu de Louis XIII. Toutes les pièces du pilier n'ont pas été retrouvées ; pour trois des quatre niveaux, nous n'avons que la moitié supérieure.
« Tout Paris a été les voir » a rapporté Baudelot, membre de l'Académie des médailles et auteur d'une Description des bas-reliefs anciens trouvez depuis peu dans l'église cathédrale de Paris,.
Les plus brillants esprits du temps s'interrogèrent sur les inscriptions révélées ; ainsi le philosophe Gottfried Wilhelm Leibniz échangea avec Sophie de Hanovre une correspondance sur la portée philologique de cette découverte.
C'est à ce jour le plus ancien monument autochtone daté de Paris,,,.

Découverte du pilier en 1711
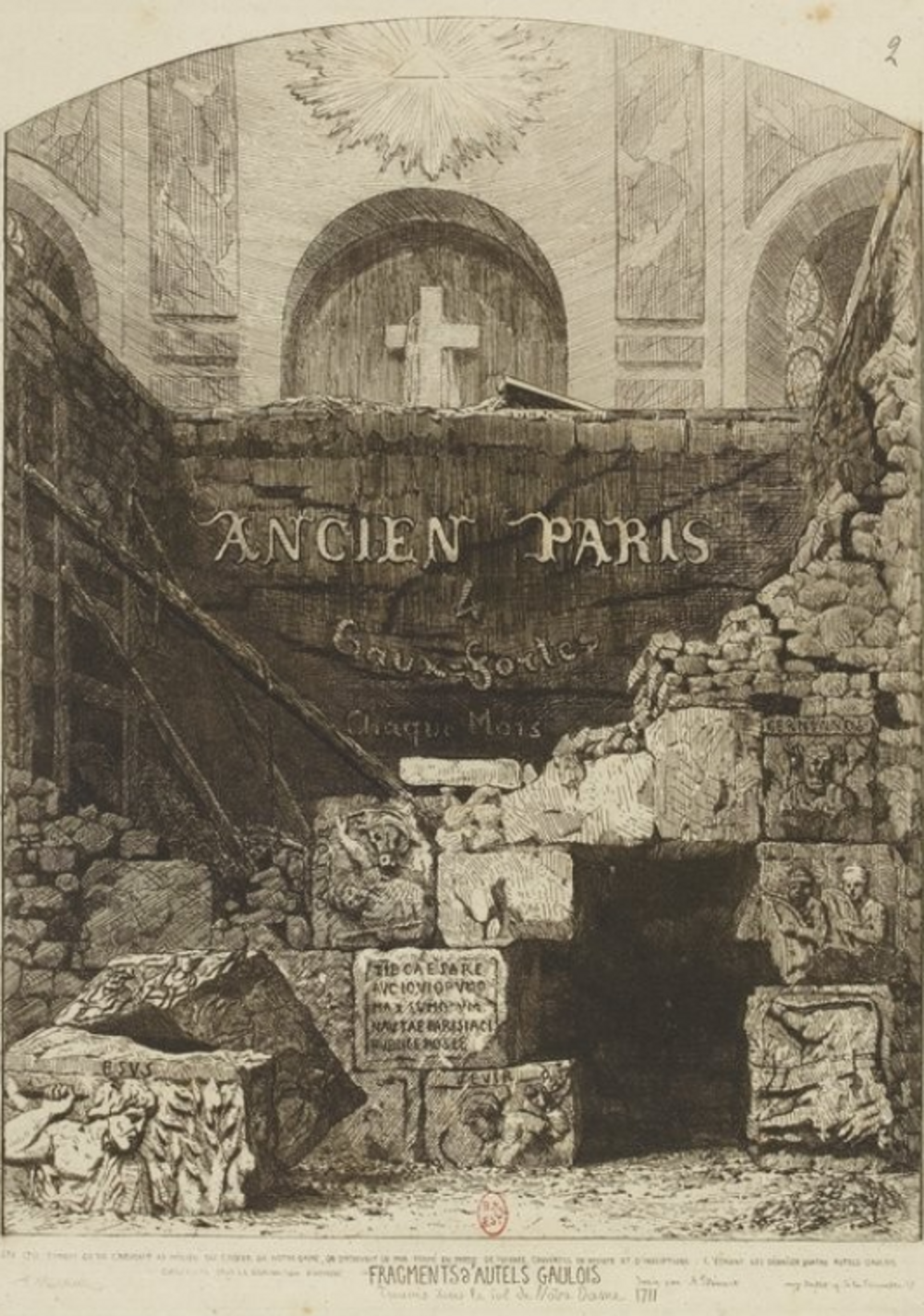
Fragments d'autels gaulois trouvés dans le sol de Notre-Dame, 1711, par Potémont, 1862–1863.
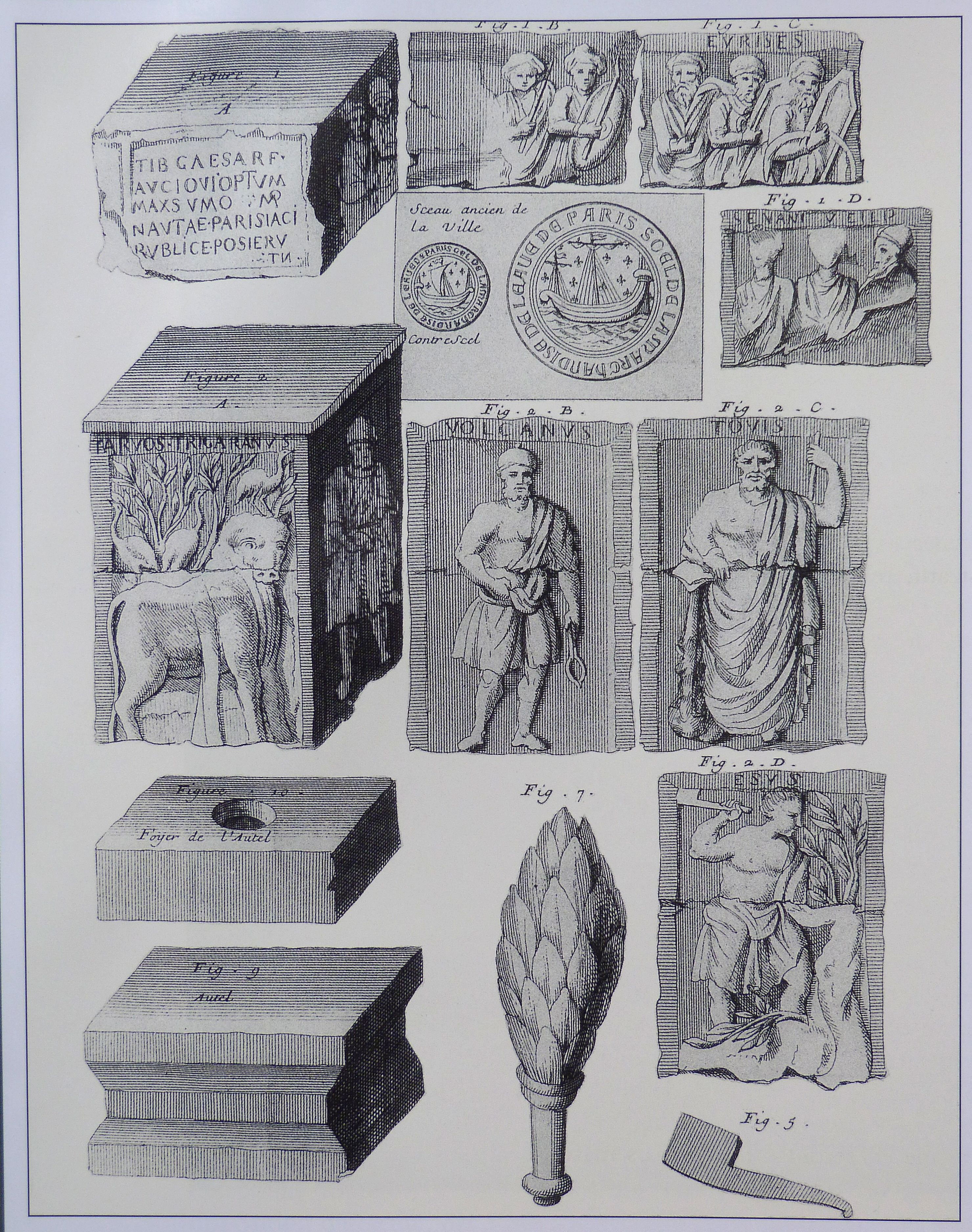
Planche des antiquitez celtiques trouvées à N.D. de Paris en 1711, dans Histoire de la ville de Paris, Félibien, 1725[9].

## Description
Le pilier, haut de cinq mètres, est constitué d'un piédestal supportant quatre blocs. Ceux-ci, taillés dans la pierre de l'Oise, sont de forme cubique et ornés sur leurs quatre faces de bas-reliefs représentant diverses scènes, ainsi que des divinités gauloises et romaines. L'un de ces blocs comporte une dédicace.
Si les blocs ont pu être interprétés par le passé comme des autels, ils sont empilés pour former un pilier dans la reconstitution la plus récente par Jean-Pierre Adam,.

### Inscription

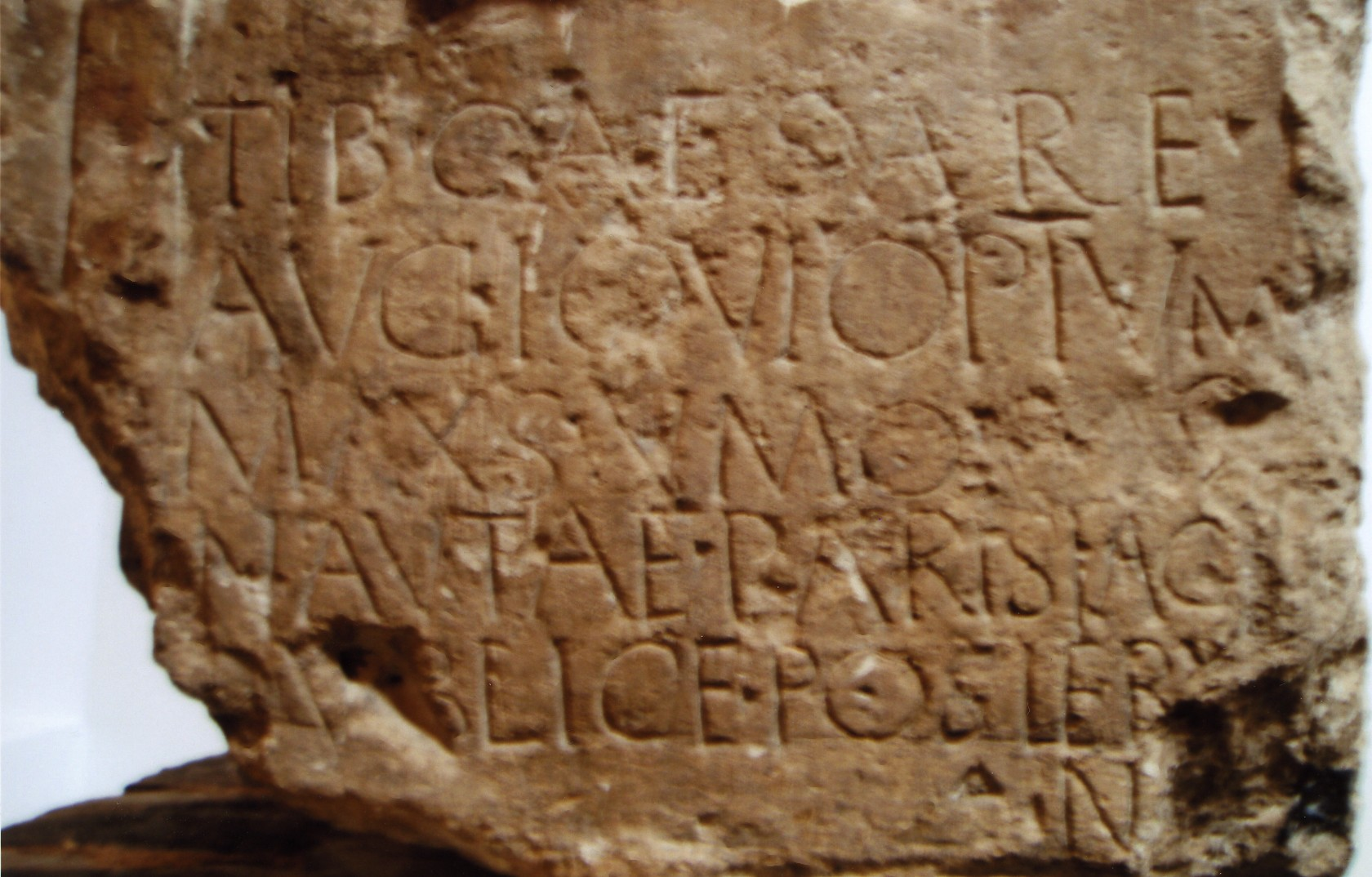
L'inscription latine.

Le pilier porte une dédicace en latin à Jupiter, qualifié de très bon, très grand, selon une formule de l'époque.
La dédicace mentionne aussi l'empereur Tibère, fils adoptif d'Auguste. On ignore s'il y est cité pour lui dédier le monument, en plus de Jupiter, auquel cas son nom serait décliné au datif (« À Tibère »), ou s'il s'agit seulement d'une indication temporelle, à l'ablatif (« Sous Tibère »). En effet, dans le groupe nominal désignant l'empereur, « Tib(erio) Cæsare Aug(usto) », le seul mot qui diffère entre ces deux cas est Cæsare, dont la désinence e est certes celle de l'ablatif en latin classique, mais également une forme archaïque du datif, encore en usage à cette époque en Gaule (en latin classique, le datif serait Cæsari).
TIB(ERIO) CAESARE

AVG(VSTO) IOVI OPTVMO

MAXSVMO

NAVTAE PARISIACI

PVBLICE POSIERVNT
Sous / À Tibère César

Auguste, à Jupiter très bon,

très grand,

les Nautes du territoire des Parisii,

aux frais de leur caisse commune, ont érigé (ce monument).
Les Nautes sont une confrérie d'armateurs mariniers naviguant sur les fleuves et rivières de la Gaule. Il devait s'agir d'armateurs ou de commerçants assez aisés, puisque c'est dans leurs rangs que les autres confréries navigantes (dendrophores, utriculaires) choisissaient habituellement leurs patrons.
L'inscription latine montre que les Nautes avaient une caisse commune et donc une personnalité morale, ce qui en fait la première société dont on ait trace à Paris.

### Bas-reliefs

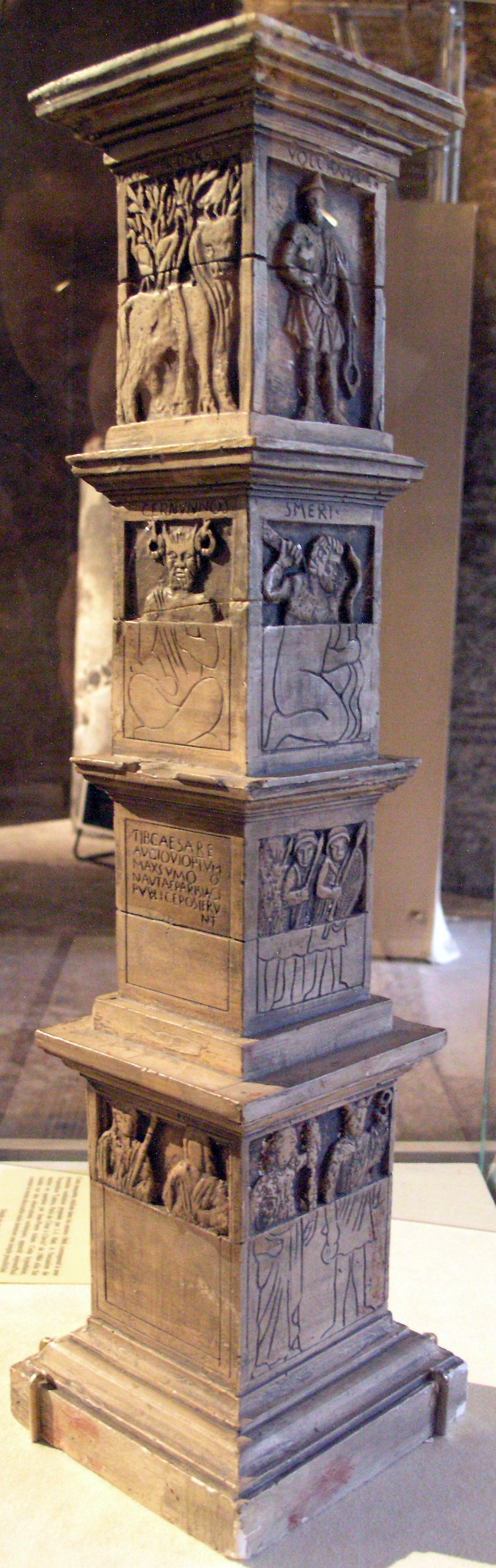
Maquette de reconstitution du pilier des Nautes au musée de Cluny.

Un indice de la puissance des Nautes est donné par une des sculptures du pilier : on les voit défiler en armes avec boucliers et lances, privilège octroyé par les Romains, ce qui est exceptionnel moins d'un demi-siècle après la conquête de la Gaule.
Les autres sculptures représentent des dieux des panthéons romain et gaulois.
Sont représentés pour le panthéon romain :
- Jupiter, portant le foudre, accompagné de l'aigle ;
- Mars, le guerrier, cuirassé et armé, son manteau de général, la paludamentum, replié sur le bras ;
- le forgeron Vulcain,
- Mercure, protecteur du commerce ;
- Fortuna, qui donne chance ;
- Vénus, qui favorise la fécondité ;
- les Dioscures Castor et Pollux, patrons de la cavalerie.

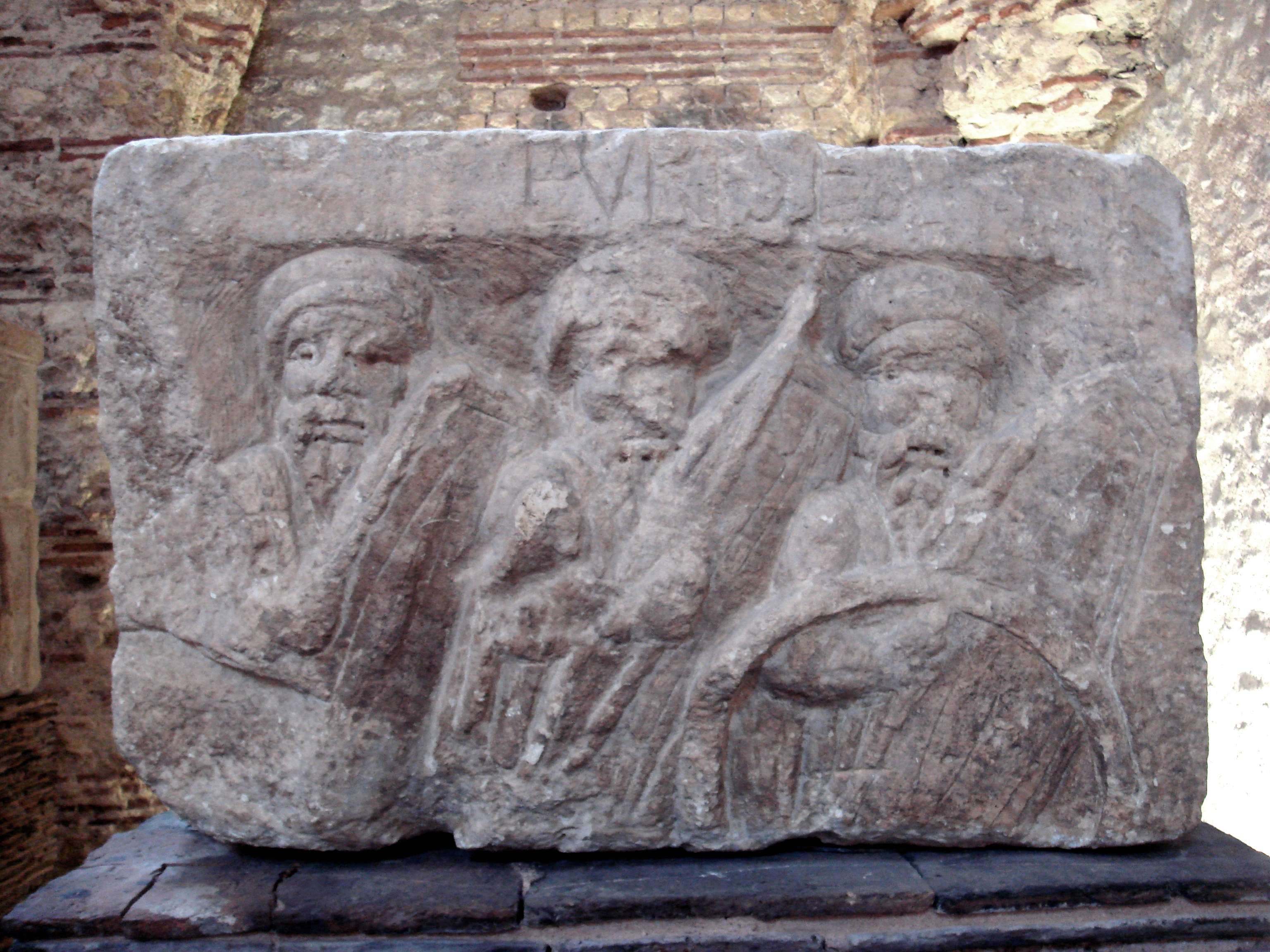
La dédicace et les Nautes armés.
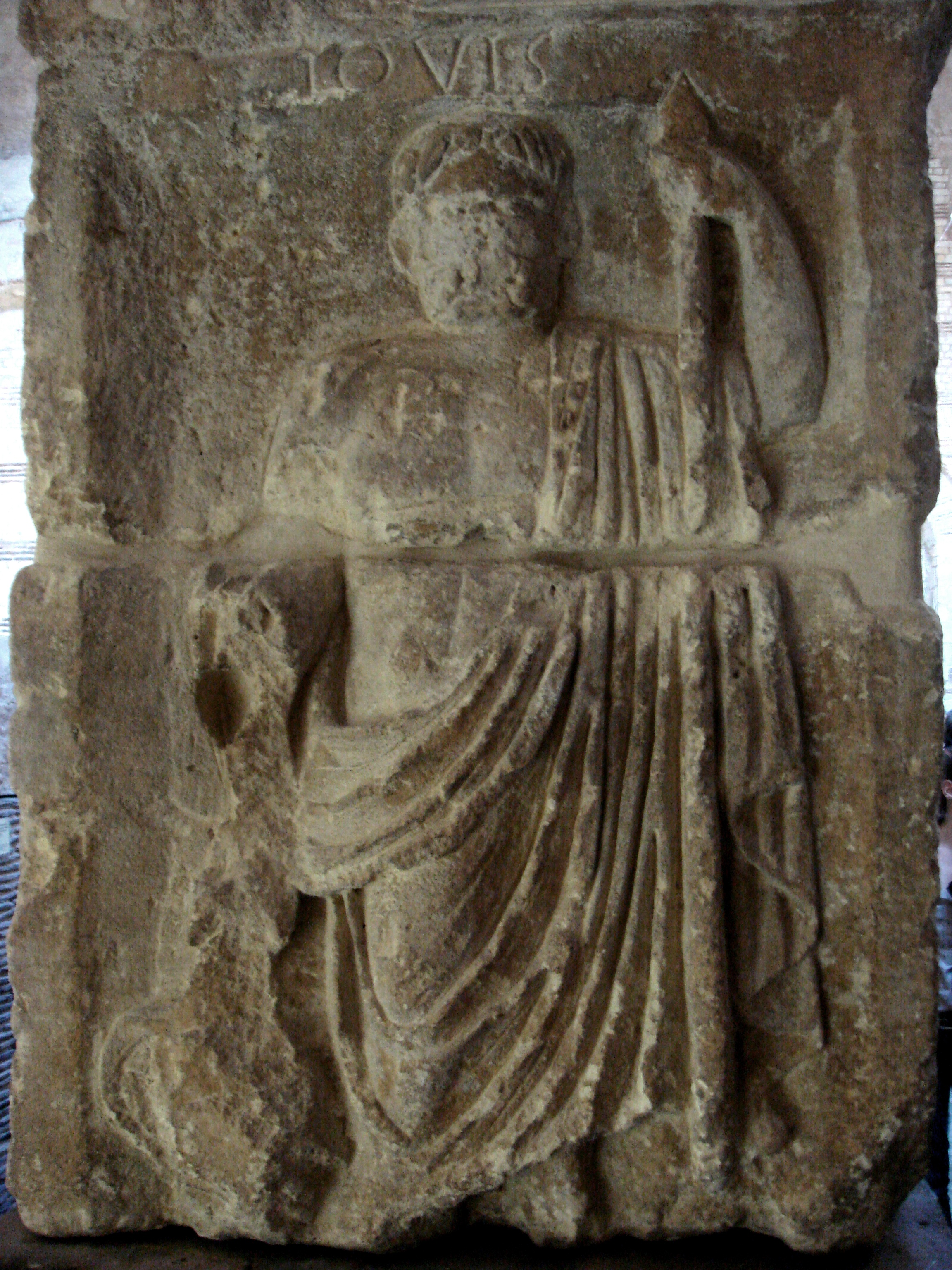
Jupiter.

Sont représentés pour le panthéon gaulois :
- Ésus, dieu de la guerre, de l'agriculture, du commerce ;
- Smertrios, dieu de la guerre, levant sa massue pour tuer un serpent ;
- Tarvos trigaranus, symbole de la royauté, de la force, représenté sous la forme d'un taureau ;
- Cernunnos, dieu de la nature, des forêts, représenté avec des bois de cerf.

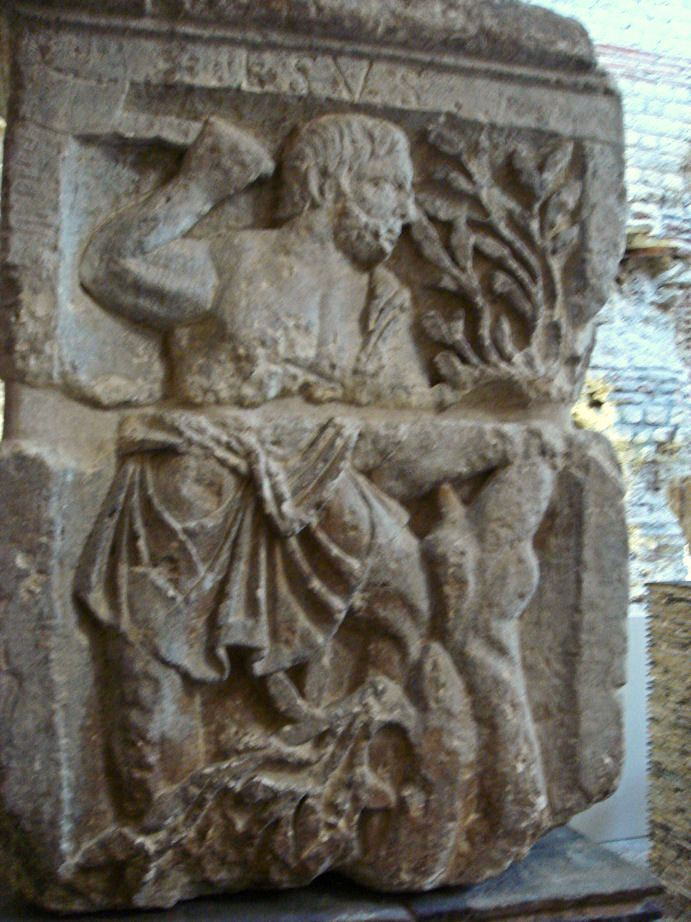
Ésus.
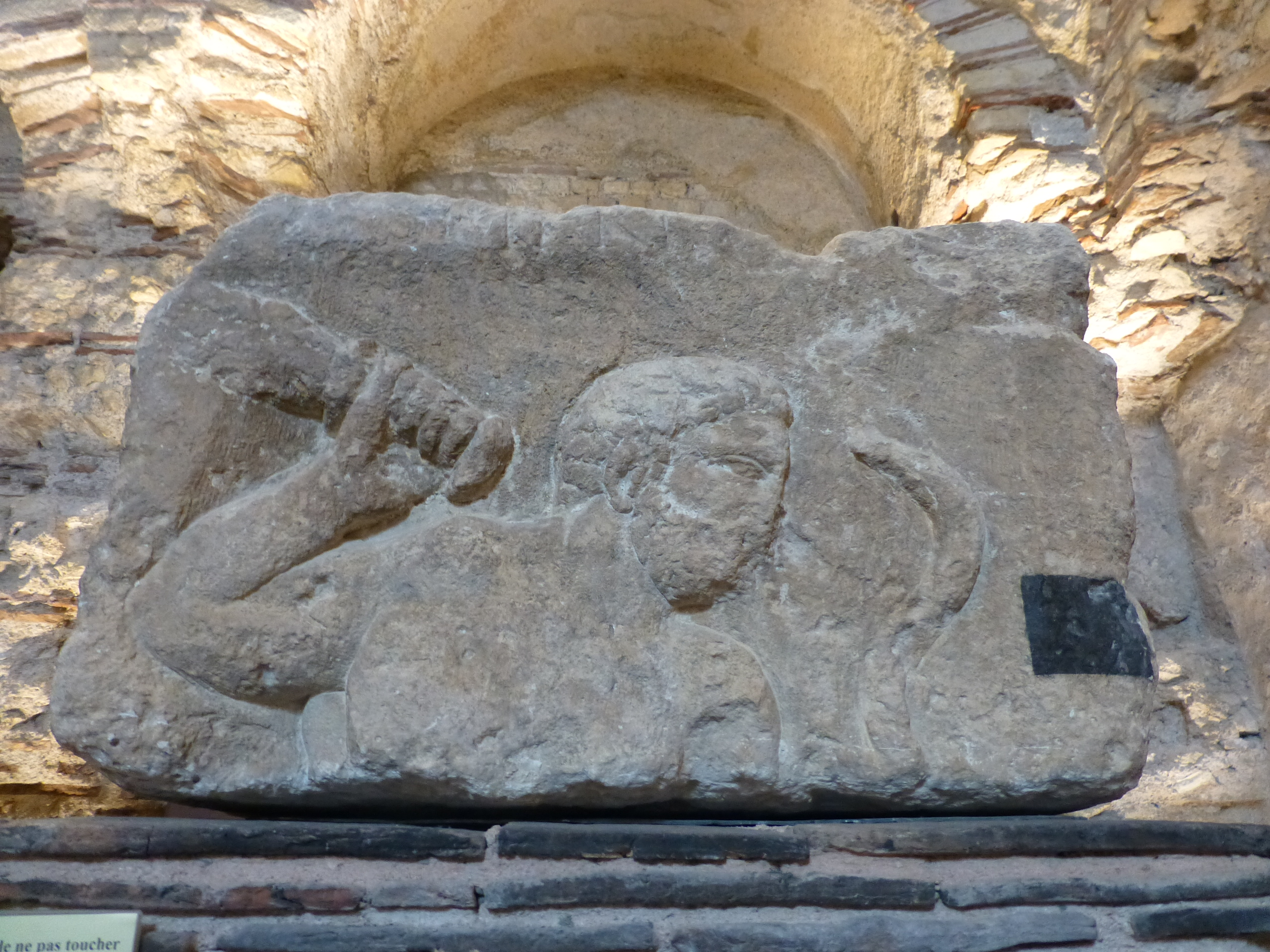
Smertrios.
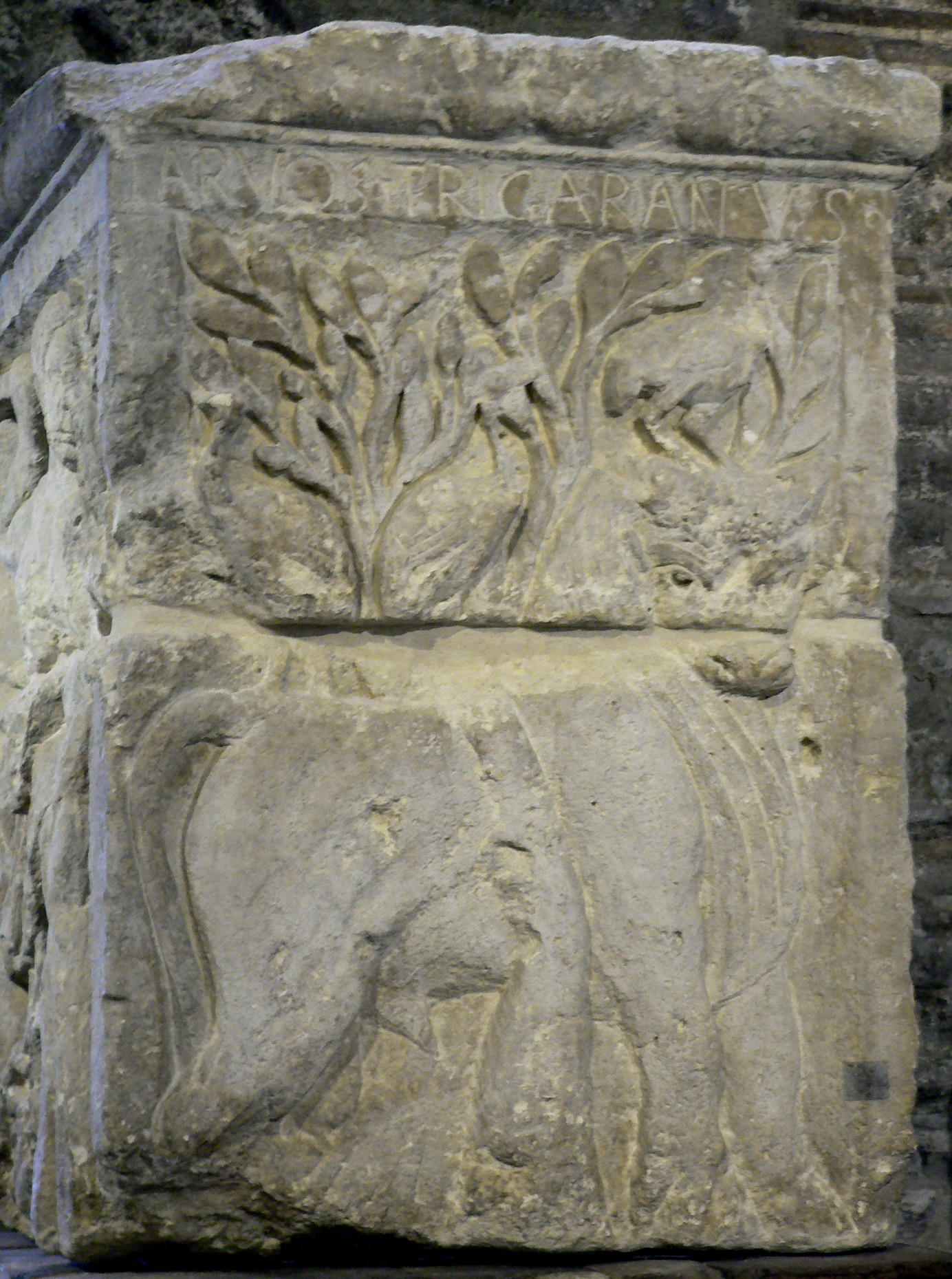
Tarvos trigaranus.
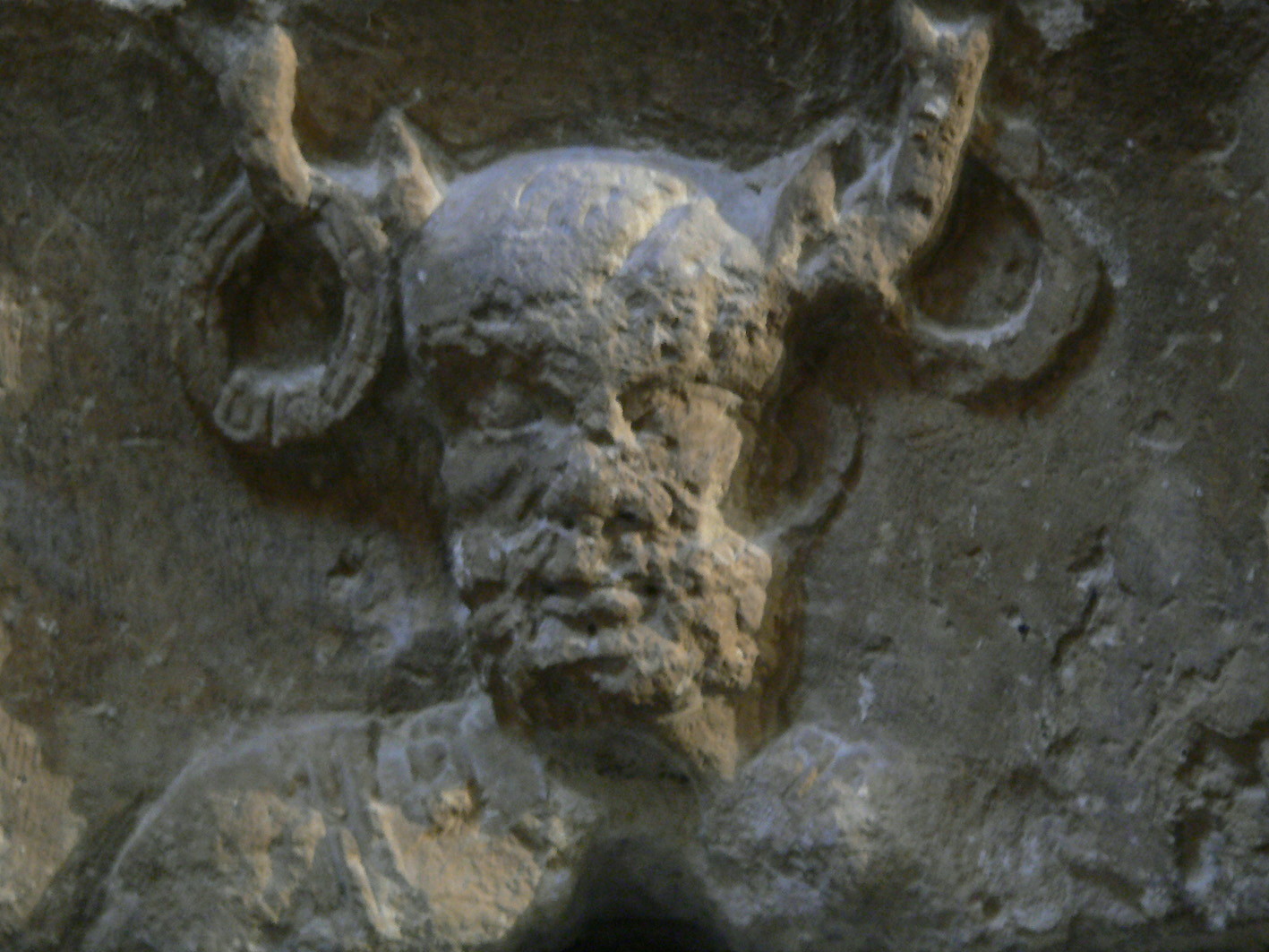
Cernunnos.

## Interprétation
Selon l'historienne Anne Lombard-Jourdan, en édifiant le pilier, les Nautes cherchaient à montrer aux peuples de la Gaule conquise la voie de la coopération avec les Romains, qu'il était désormais raisonnable de suivre. En dédiant le pilier à Jupiter, ils montraient qu'ils agréaient la religion des Romains tout en affirmant leur fidélité aux cultes indigènes par la mention de dieux gaulois. La construction du pilier est contemporaine de l'interdiction des assemblées de druides. En donnant une figure humaine aux dieux gaulois, les Nautes contribuaient à ruiner la position d'intermédiaires des druides entre les dieux et les hommes. Pour Anne Lombard-Jourdan, le pilier aurait été situé au Lendit, à proximité du lieu où se seraient réunis selon elle les druides des Gaules (d'après les plans les plus anciens, dont celui de Charles Inselin en 1708, il aurait existé un lieu-dit « le Pilier », à proximité d'une rue du Pilier, à Aubervilliers).
Un projet de reconstitution du pilier des Nautes sur l'île de la Cité a été lancé en 2017 par l'association Gladius Scutumque, (« glaive et bouclier »).

#### Sources anciennes
- Henri d'Arbois de Jubainville, « Ésus, Tarvos Trigaranuss : La légende de Cûchulainn en Gaule et en Grande-Bretagne », Revue celtique, vol. XIX,‎ 1898, p. 245–251 (lire en ligne).

- Charles César Baudelot de Dairval, Description des bas-reliefs anciens, trouvez depuis peu dans l'église cathédrale de Paris, Paris, Pierre Cot, 1711, 39 p. (lire en ligne)

#### Source contemporaines
- Jean-Claude Béal, « Les « nautes armés » de Lutèce : Mythe ou réalité ? », Revue archéologique, no 40,‎ 2005, p. 315–337 (DOI 10.3917/arch.052.0315, JSTOR 41017577, lire en ligne) : sur l'un des blocs du pilier.
- Didier Busson, Carte archéologique de la Gaule, vol. 75 : Paris, Paris, Académie des inscriptions et belles-lettres, ministère de la Culture, ministère de l'Enseignement supérieur et de la Recherche, diff. Fondation Maison des sciences de l'homme, 1998, 609 p. (ISBN 2-87754-056-1).
- Philippe de Carbonnières, Lutèce : Paris, ville romaine, Paris, Gallimard, coll. « Découvertes Gallimard / Archéologie » (no 330), 1997, 128 p. (ISBN 2-07-053389-1).
- Paul-Marie Duval, Paris antique, des origines au IIIe siècle (thèse de lettres), Paris, Hermann, 1961a, 369 p.
- Paul-Marie Duval, Les inscriptions antiques de Paris (thèse complémentaire de lettres), Paris, Imprimerie nationale, coll. « Histoire générale de Paris », 1961b, 189 p.
- (de) Ortolf Harl, « Kaiser Tiberius und die nautae Parisiaci : Das Pfeilermonument aus Notre-Dame de Paris und seine Stellung in Religion, Kunst und Wirtschaft Nordgalliens », Monuments et mémoires de la Fondation Eugène Piot, Académie des inscriptions et belles-lettres, no 98,‎ 2019, p. 71–225 (DOI 10.3406/piot.2019.2163, lire en ligne), avec un avertissement de Michel Zink, p. 73, et une introduction historique d'Henri Lavagne, « Le pilier des Nautes, hier et aujourd'hui », p. 79–82.
- Bernard Jacomin, Le pilier des Nautes de Lutèce : Astronomie, mythologie et fêtes celtiques, Montigny-le-Bretonneux, Yvelinédition, 2006, 105 p. (ISBN 2-84668-096-5).
- Bernard Jacomin, Le Pilier des Nautes et le chaudron des Parisii, Mercurol, François Baudez, 2014, 118 p. (ISBN 978-2-84668-458-3).
- Patrice Lajoye, « Le pilier des Nautes de Paris : Le début de la religion gallo-romaine », Histoire antique, no 10 (hors-série) « Paris antique »,‎ juillet-septembre 2006, p. 34–39 (lire en ligne).
- Henri Lavagne, « Le pilier des Nautes », dans Lutèce : Paris de César à Clovis (exposition, Paris, Musée Carnavalet et Musée de Cluny, 3 mai 1984 – printemps 1985), Paris, Société des amis du Musée Carnavalet, 1984, 431 p. (ISBN 2-901414-06-0), p. 275–?.